# Juanita Maxwell Phillips
Juanita Maxwell Phillips (Valparaíso, 23 de junio de 1880 – 14 de noviembre de 1966) fue una política y activista británica. Fue la primera mujer en servir en el Concejo Municipal de Honiton, como alcaldesa de Honiton y en el Concejo del Condado de Devon. Como alcaldesa de Honiton, se convirtió en la primera mujer alcaldesa en West Country. Fue nombrada Oficial de la Orden del Imperio Británico en 1950.

## Primeros años
Phillips nació en Valparaíso, hija de Margarita Maxwell Comber y Thomas Comber, un empresario británico involucrado en la industria minera. La familia regresó al Reino Unido a principios de la década de 1890. Se casó con Tom Phillips, un abogado, en 1906. Durante la Primera Guerra Mundial sirvió en la Oficina de Guerra.

## Activismo
Phillips participó en el movimiento sufragista y otros movimientos sociales por los derechos de la mujer. Como sufragista, encabezó los capítulos locales de la Unión Social y Política de Mujeres, vendió un periódico sufragista, participó en protestas y fue parte de piquetes frente a la cárcel de Exeter, donde estuvo detenida Emmeline Pankhurst después de un arresto en diciembre de 1913.
Phillips fue miembro de numerosos grupos activistas. Entre otras organizaciones, perteneció a la Unión Nacional de Sociedades por la Igualdad de Ciudadanía (anteriormente llamada Unión Nacional de Sociedades por el Sufragio de la Mujer); el Consejo de Puertas Abiertas, del cual fue miembro del Comité Ejecutivo; el Consejo Nacional de Mujeres, del cual ayudó a fundar el capítulo de Devon; los Institutos de la Mujer; y el Six Point Group. Como muchos miembros del Six Point Group, se opuso al nuevo feminismo.

## Carrera política
Phillips se convirtió en juez de paz en 1922 y también se desempeñó como guardiana de la Ley de Pobres.
En 1921, fue elegida por primera vez para el consejo municipal de Honiton como independiente. Phillips se desempeñó como concejala hasta 1953, cuando ella y su esposo se mudaron de Honiton. En la década de 1920, mientras era miembro del Ayuntamiento de Honiton, abogó por el nombramiento de mujeres policías.
Phillips se presentó al consejo del condado de Devon en 1928, pero perdió por 74 votos. Fue elegida por primera vez para el Concejo, con oposición, en 1931 y estuvo en el cargo hasta 1965. En el Concejo se desempeñó en los comités de Maternidad y Bienestar Infantil (de los cuales fue presidenta desde 1941), Asistencia Pública, Salud pública, Precauciones contra ataques aéreos (durante la Segunda Guerra Mundial) y Educación.